# Othman Jorio
Haj Othman Jorio (Rabat, 1916 - 6 de diciembre de 2009), intelectual y político marroquí, fue uno de los firmantes del Manifiesto de la independencia de Marruecos. 

## Biografía
Jorio estudió en varios centros de prestigio, sobre todo "la Alimiya" en 1948 a Universidad de Qarawiyyin. Escribió algunas obras científicas y literarias, como el manual "Al Moutalaâ Al Arabia" para el ciclo primario (1943). Ha legado también varios textos literarios y de cantos patrióticos que enseñaba a sus alumnos, a pesar de la censura de las autoridades del protectorado que los habían prohibido.
En 1932, trabajó en la Asociación Islámica de Caridad. Fue uno de los impulsores de la enseñanza privada en Marruecos, como la escuela Rhamania. Tuvo sólidas relaciones con Ahmed Balafrej en la Escuela M'hammed Guessous, escuela para la que escribió un himno. 
Ha redactado numerosas mociones que desembocan al Manifiesto de la Independencia dirigidas a los ulemas, las jóvenes, los obreros, los comerciantes, los hombres de asuntos a Mohammed V- Ha publicado varios artículos al periódico « Al Atlas» y a la revista « Al-Magreb » Ha proseguido su acción nacional en el marco de la enseñanza privada al frente del establecimiento de las escuelas Mohammed V que ha jugado un rol pionero en la formación de las generaciones nacionalistas y en la preservación de la lengua árabe y de los valores islámicos.